# 地理歴史
地理歴史（ちりれきし）は、日本の学校教育における教科の一つ。地歴（ちれき）と省略して呼ばれることもある。
高等学校（中等教育学校の後期課程、視覚障害者または聴覚障害者を教育する特別支援学校の高等部を含む）に設置されている教科で、小・中学校（義務教育学校を含む）または知的障害者を教育する特別支援学校（中学部だけでなく、高等部を含む）の社会科で取り扱われる内容のうち、地理的分野・歴史的分野に対応する。地理・日本史・世界史を取り扱う教科名として、この呼称を使用する。

## 科目

### 1994年度-2021年度
地理歴史科が発足した1989年告示（1994年度入学者より適用）の学習指導要領では、地理・日本史・世界史の各分野について、標準単位数2単位の科目と標準単位数4単位の科目の2種類がそれぞれ用意され、地理歴史科は以下の6科目で構成されている。この科目構成の枠組みは、1999年告示（2003年度入学者より適用）・ 2009年告示（2013年度入学者より適用）の学習指導要領でも維持されてきた。
- 地理A（標準単位数2単位）・地理B（標準単位数4単位）
- 日本史A（標準単位数2単位）・日本史B（標準単位数4単位）
- 世界史A（標準単位数2単位）・世界史B（標準単位数4単位）

原則として、以下の1および2の内容をすべて満たすことが必要である。
1. 「地理A」・「地理B」・「日本史A」・「日本史B」から1科目を選択必修
2. 「世界史A」・「世界史B」から1科目を選択必修

すなわち、世界史は必修で、加えて地理と日本史のどちらか少なくとも1つを選択履修することになる。なお、地理歴史科に属する各科目の履修学年や履修順序は指定されていない。

### 2022年度以降
2018年に告示され2022年度入学者より年次進行で実施される学習指導要領では、地理歴史科の発足以降の科目構成が大きく見直され、次の5科目をもって編成されている。
- 地理総合（標準単位数2単位）
- 歴史総合（標準単位数2単位）
- 地理探究（標準単位数3単位）
- 日本史探究（標準単位数3単位）
- 世界史探究（標準単位数3単位）

このうち地理総合・歴史総合の2科目は必修である。必履修科目「地理総合」および「歴史総合」の履修学年は指定されていない。地理総合は地理的事象の基礎、および地図や地理情報システムの活用などについて学ぶ科目であり、「持続可能な社会づくりを目指し、環境条件と人間の営みとの関わりに着目して現代の地理的な諸課題を考察する科目として」新設された。歴史総合は近現代史分野を中心に日本史と世界史を融合させて学ぶ科目であり、「近現代の歴史の変化に関わる諸事象について、世界とその中における日本を広く相互的な視野から捉え、資料を活用しながら歴史の学び方を習得し、現代的な諸課題の形成に関わる近現代の歴史を考察、構想する科目として」新設された。
選択科目となる「探究」科目については、「地理探究」は「地理総合」を履修したあとに、「日本史探究」・「世界史探究」は「歴史総合」を履修したあとに履修することができると指定されている。

## 学習内容（平成30年告示学習指導要領）

### 地理総合
- A 地図や地理情報システムで捉える現代世界

1. 地図や地理情報システムと現代世界

- B 国際理解と国際協力

1. 生活文化の多様性と国際理解
2. 地球的課題と国際協力

- C 持続可能な地域づくりと私たち

1. 自然環境と防災
2. 生活圏の調査と地域の展望

### 地理探究
- A 現代世界の系統地理的考察

1. 自然環境
2. 資源、産業
3. 交通・通信、観光
4. 人口、都市・村落
5. 生活文化、民族・宗教

- B 現代世界の地誌的考察

1. 現代世界の地域区分
2. 現代世界の諸地域

- C 現代世界におけるこれからの日本の国土像

1. 持続可能な国土像の探究

### 歴史総合
- A 歴史の扉

1. 歴史と私たち
2. 歴史の特質と資料

- B 近代化と私たち

1. 近代化への問い
2. 結び付く世界と日本の開国
3. 国民国家と明治維新
4. 近代化と現代的な諸課題

- C 国際秩序の変化や大衆化と私たち

1. 国際秩序の変化や大衆化への問い
2. 第一次世界大戦と大衆社会
3. 経済危機と第二次世界大戦
4. 国際秩序の変化や大衆化と現代的な諸課題

- D グロ－バル化と私たち

1. グローバル化への問い
2. 冷戦と世界経済
3. 世界秩序の変容と日本
4. 現代的な諸課題の形成と展望

### 日本史探究
- A 原始・古代の日本と東アジア

1. 黎明期の日本列島と歴史的環境
2. 歴史資料と原始・古代の展望
3. 古代の国家・社会の展開と画期（歴史の解釈、説明、論述）

- B 中世の日本と世界

1. 中世への転換と歴史的環境
2. 歴史資料と中世の展望
3. 中世の国家・社会の展開と画期（歴史の解釈、説明、論述）

- C 近世の日本と世界

1. 近世への転換と歴史的環境
2. 歴史資料と近世の展望
3. 近世の国家・社会の展開と画期（歴史の解釈、説明、論述）

- D 近現代の地域・日本と世界

1. 近代への転換と歴史的環境
2. 歴史資料と近代の展望
3. 近現代の地域・日本と世界の画期と構造
4. 現代の日本の課題の探究

### 世界史探究
- A 世界史へのまなざし

1. 地球環境から見る人類の歴史
2. 日常生活から見る世界の歴史

- B 諸地域の歴史的特質の形成

1. 諸地域の歴史的特質への問い
2. 古代文明の歴史的特質
3. 諸地域の歴史的特質

- C 諸地域の交流・再編

1. 諸地域の交流・再編への問い
2. 結び付くユーラシアと諸地域
3. アジア諸地域とヨーロッパの再編

- D 諸地域の結合・変容

1. 諸地域の結合・変容への問い
2. 世界市場の形成と諸地域の結合
3. 帝国主義とナショナリズムの高揚
4. 第二次世界大戦と諸地域の変容

- E 地球世界の課題

1. 国際機構の形成と平和への模索
2. 経済のグローバル化と格差の是正
3. 科学技術の高度化と知識基盤社会
4. 地球世界の課題の探究

## 地理歴史科の背景
従来は高等学校にも社会科があり、現在地理歴史科で扱っている地理や歴史の内容は社会科で扱っていた。しかし高等学校社会科は再編によって地理歴史科と公民科に分割されることになり、地理歴史科は公民科とともに1994年（平成6年）度第1学年から学年進行で導入された。しかし現在でも地理歴史科と公民科を合わせて社会科と呼ばれることもある。

## 大学受験での扱い
文系では英語・国語とともに重要な教科となっている。国公立大学の多くは公民を含めた2教科から選択する必要があり、二次試験で地歴が課されることがある。ただし国私ともに地理を受験教科としない大学が相当数存在する。
一方の理系では大学入学共通テストのみ必要で二次試験として地歴を課さない大学がほとんどである。私立大学では入試教科外となっている場合がほとんどである。

## 必修科目未履修問題
富山県の高校で2006年（平成18年）10月、本来ならば世界史を含めて2科目以上履修しなければならない地理歴史科の科目を、大学受験対策として1科目しか履修しないカリキュラムにしていたことが判明した。したがってこの高校では、世界史を選択した生徒は地理又は日本史の単位が不足し、地理又は日本史を選択した生徒は必修の世界史を履修していないことになり、全員が履修要件を満たしていなかったことになる。
その後の調査の結果、全国的にも同様の事例が多数報告された。この問題の詳細は、高等学校必履修科目未履修問題を参照されたい。

## 日本史の必修化
国際社会の進展に伴い自国の歴史や文化などを理解する重要性が高まっている。そのため、日本史を必修科目にする意見が多く出されており、都道府県単位で必修科目化への動きがある。東京都は日本史科目を選択しない学生向けに「江戸から東京へ」という日本史の科目を必修化した。神奈川県でも日本史を履修しない生徒向けに県独自の学校設定科目を複数設置、日本史を必修とした。また東京都・神奈川県・埼玉県・千葉県（首都圏1都3県）は文部科学省に対して日本史を必修科目にするように要望を出した。文部科学省の審議会でも必修化の方向で議論が進んでいる。その結果、日本史と世界史を合わせて、近現代を学ぶ歴史総合の科目が設置されることになった。